# Via Panicale
Via Panicale è una strada del centro storico di Firenze, che va da via dell'Ariento a via Guelfa.

## Storia e descrizione
La strada deve il suo nome alla pianta secca del panico, una graminacea detta appunto "panicale" a Firenze. Anticamente si chiamò anche via de' Maccheroni e borgo Panicale.
La strada, nei pressi del Mercato Centrale, è punteggiata da varie memorie storiche. Due tabernacoli la ornano: al 39 una Madonna della scuola di Botticelli e sul lato opposto una Madonna cinquecentesca. Vi si affacciano due architetture religiose: la chiesa di San Barnaba, all'angolo con via Guelfa e via San Zanobi, con una pregevole robbiana sulla facciata, e il convento di Sant'Orsola, sconsacrato e desolatamente abbandonato da decenni, ormai ridotto a una gabbia di cemento con le finestre tamponate. La sua lugubre presenza ha purtroppo caratterizzato anche via Panicale, sminuendo notevolmente il fascino dell'antica strada.
A via Panicale è dedicata la canzone Via Panicale di Riccardo Marasco e via Panicale è menzionata anche in un'altra sua canzone, La Lallera, dove si dice: "Le ragazze di via Panicale con le cioccie le spazzan le scale, mentre quelle di Borgo dei Greci coi grilletto raccattano i ceci".
Oggi via Panicale è frequentata da una nutrita comunità extracomunitaria, con numerosi negozi etnici.

## Lapidi
Al 10 rosso un esercizio commerciale ha apposto nel 2017/2018 la riproduzione di una lapide del 1158 della chiesa di Santo Stefano a Sommaia presso Baroncoli (Calenzano), con le ultime due linee aggiunte nel 1523 da Carlo Ginori.
| †ANNO PNATU DNM:GEṄ EST RE₽ATUM: VIII:CŪ · M · C · CŪQNQVA GENO TĒ₽IB,ADRIANI PP IIII:ṞAINEṞIIQ:AББI BEAЮ PONTIFICIS IULII ALMI:TPIB;PRI ILDEBRANDI; VIIA:INDICTIONE · SACṞATA · FUIT Ђ AD ONORE STEPHAŇ · SEBASTIAŇ · XPO FOR · IACOB;Q BEATI IIIICOR CORONATI · QNTINI · BARThOLOMEIQ;BEATI. MVNDQLVID TOTO · VENERANDECRUCISVOTO · AN QDE AVGVSTAS · IN VII · LVCE KŁDAS · RESTAVRATA · FVIT · ₽KAROLVM · DE GINORIS · PATR · A · DNI · M · D · XXIII N |

Traslitterazione: "Anno post natum Dominum genus est reparatum /
VIII cum MC cum quinquageno /
temporibus Adriani papae IIII Raineriique abbati beato /
pontificis Iulii almi temporibus presbiteri Ildebrandi /
VIIa indictione sacrata fuit haec ad honorem /
Stephanus Sebastianus Christoforus Iacobusque beati /
IIIIor coronati Quintini Bartholomeique beati /
mundo qui quid toto venerande crucis voto /
anno quidem augustas in VII luce kalendas /
restaurata fuit per Karolum de /
Ginoris patronum anno domini MDXXIII novus".

## Altre immagini

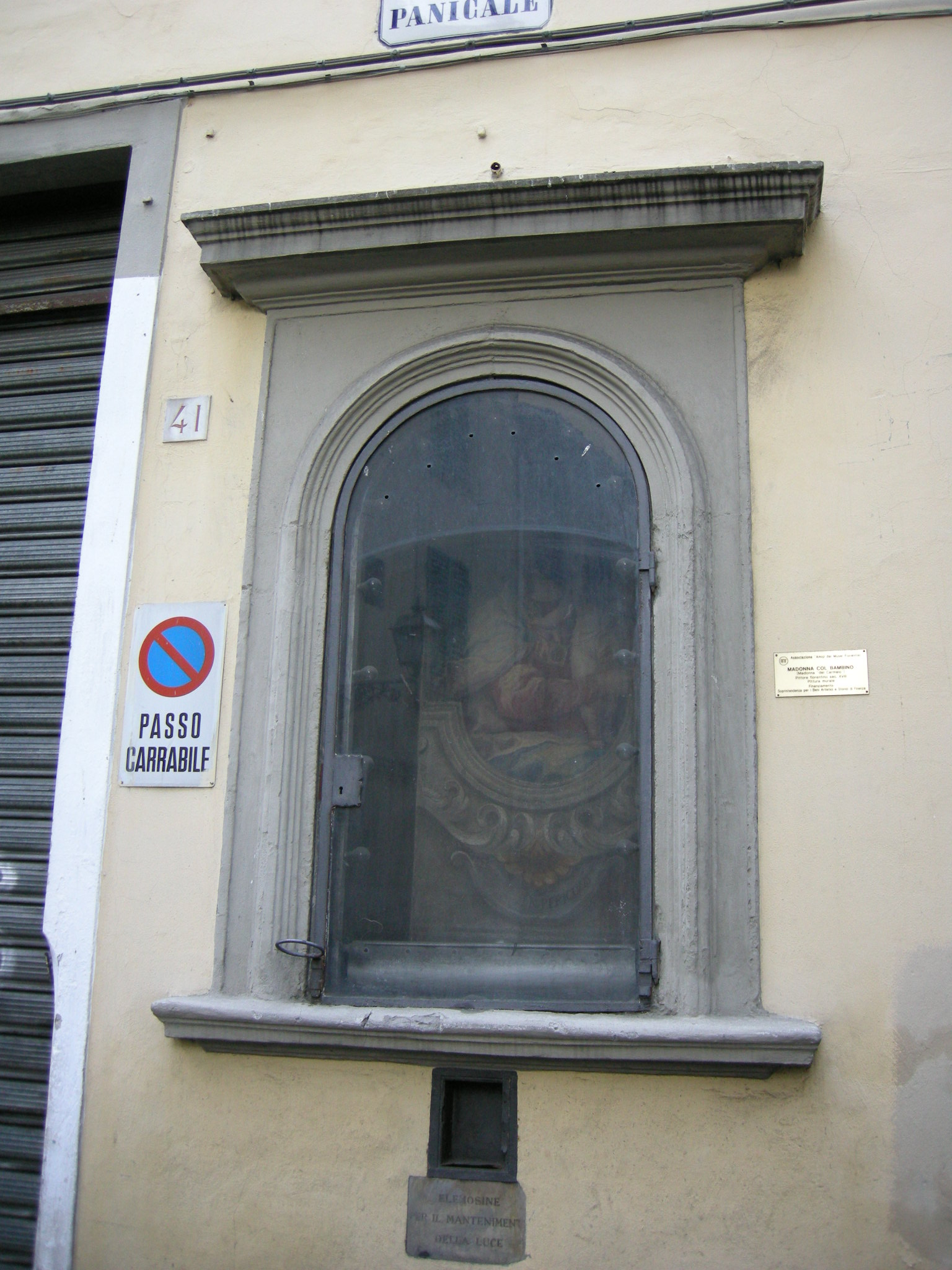
Madonna del Carmelo, XVII secolo
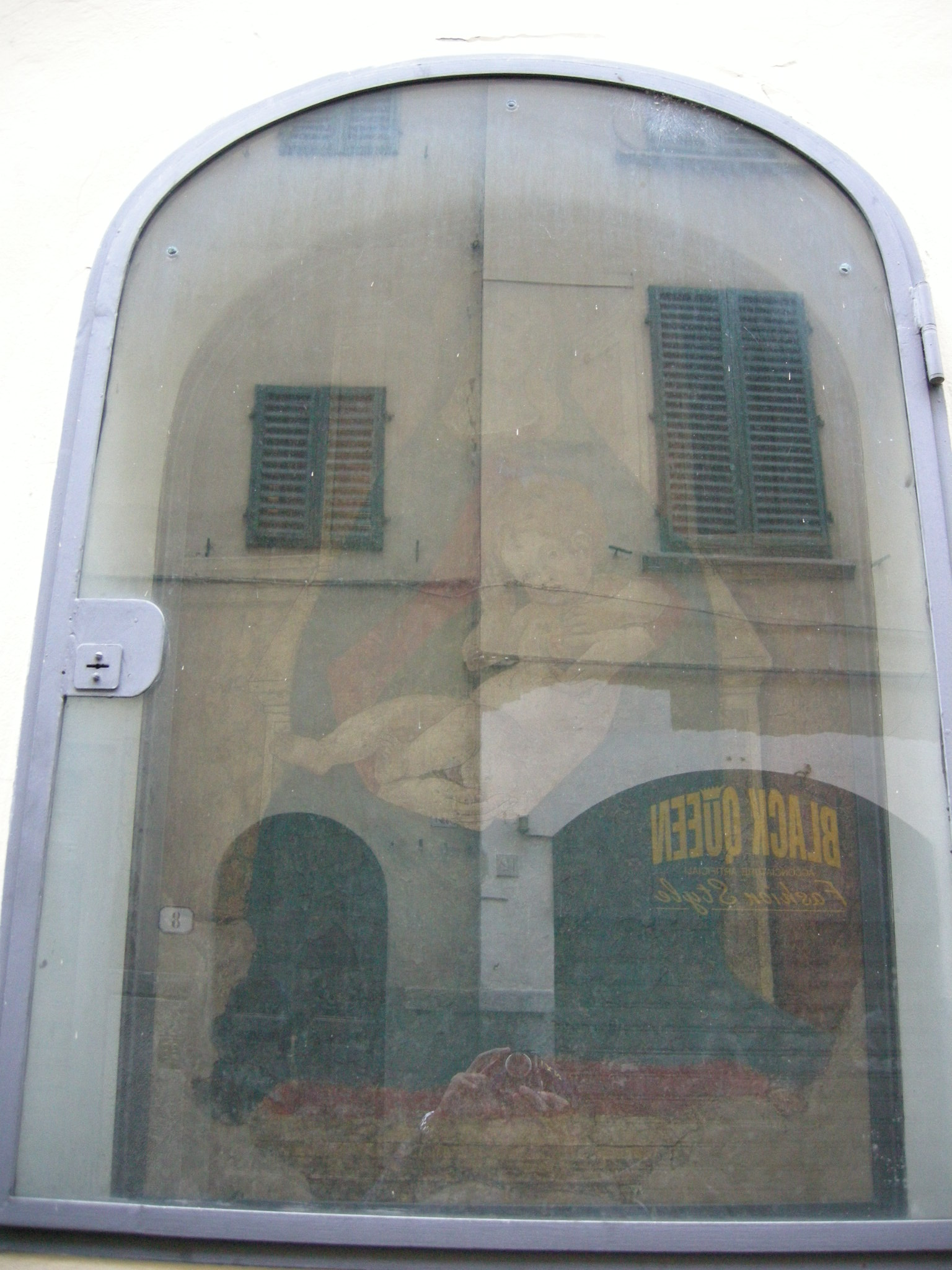
Madonna della melagrana, scuola di Botticelli